# 加冕

1804年法國皇帝拿破崙一世的加冕典禮

加冕 (coronation)，是指將代表權力之冠冕戴上的一種儀式，加冕礼是在君主的头上放置或赠予王冠的行为。 这个术语通常不仅指物理冠冕，而且指整个仪式，其中冠状物的行为发生，以及其他物品的呈现，标志着君主的正式授权与王权。加冕现在是少數君主制的國家才有，英國是歐洲唯一仍保留加冕禮的王室，君主一般在君主即位或親政時加冕，相當於東亞傳統的登基儀式。

## 相關
- 君權神授
- 英国君主加冕礼
- 最高元首加冕礼